# The Last Legion
The Last Legion är en brittisk film från 2007.

## Handling
Rom, år 460. Det romerska kejsarrikets makt vittrar samman och den siste kejsaren, 12-årige Romulus Augustus, hinner bara sitta en dag på tronen innan hans familj blir mördad och han skickas till fängelseön Capri av de gotiska inkräktarna. På Capri hittar han ett mytomspunnet svärd som sägs ha tillhört Julius Caesar. En romersk specialtrupp kommer till ön för att befria Romulus, därefter beger de sig till Britannien för att ansluta sig till den sista trogna romerska legionen.

## Om filmen
Romulus Augustus liv i filmen skiljer sig avsevärt från den historiska personen Romulus Augustulus liv, bland annat att denne föddes 460, utnämndes till kejsare 475 och tvingades avgå efter 10 månader.

## Rollista
- Colin Firth – Aurelius
- Ben Kingsley – Ambrosinus / Merlin
- Aishwarya Rai – Mira
- Kevin McKidd – Wulfila
- John Hannah – Nestor
- Iain Glen – Orestes
- Thomas Brodie-Sangster – Romulus Augustus
- Rupert Friend – Demetrius
- Nonso Anozie – Batiatus
- Alexander Siddig – Theodorus Andronikos